# العلاقات الألمانية الجنوب سودانية
العلاقات الألمانية الجنوب سودانية هي العلاقات الثنائية التي تجمع بين ألمانيا وجنوب السودان.

## مقارنة بين البلدين
هذه مقارنة عامة ومرجعية للدولتين:
| وجه المقارنة                                              | ألمانيا                                                                              | جنوب السودان                  |
| --------------------------------------------------------- | ------------------------------------------------------------------------------------ | ----------------------------- |
| المساحة (كم2)                                             | 357.41 ألف                                                                           | 619.75 ألف                    |
| عدد السكان (نسمة)                                         | 81.29 مليون                                                                          | 12.58 مليون                   |
| الكثافة السكانية (ن./كم²)                                 | 227.44                                                                               | 20.3                          |
| العاصمة                                                   | بون، برلين                                                                           | جوبا                          |
| اللغة الرسمية                                             | اللغة الألمانية                                                                      | لغة إنجليزية                  |
| العملة                                                    | يورو، مارك ألماني                                                                    | جنيه جنوب سوداني، جنيه سوداني |
| الناتج المحلي الإجمالي (بليون دولار)                      | 3.68 تريليون                                                                         | 2.90 مليار                    |
| الناتج المحلي الإجمالي (تعادل القوة الشرائية) بليون دولار | 3.92 تريليون                                                                         | 22.88 مليار                   |
| الناتج المحلي الإجمالي الاسمي للفرد دولار أمريكي          | 41.31 ألف                                                                            | 73                            |
| الناتج المحلي الإجمالي للفرد دولار أمريكي                 | 46.40 ألف                                                                            | 2.02 ألف                      |
| مؤشر التنمية البشرية                                      | 0.926                                                                                | 0.467                         |
| رمز المكالمات الدولي                                      | +49                                                                                  | +211                          |
| رمز الإنترنت                                              | .de                                                                                  | .ss                           |
| المنطقة الزمنية                                           | توقيت وسط أوروبا، ت ع م+01:00، ت ع م+02:00، توقيت أوروبا الوسطى المعياري (ت غ م +1) ‏ | ت ع م+03:00                   |

## منظمات دولية مشتركة
يشترك البلدان في عضوية مجموعة من المنظمات الدولية، منها:
| علم المنظمة | اسم المنظمة                               | تاريخ انضمام ألمانيا | تاريخ انضمام جنوب السودان |
| ----------- | ----------------------------------------- | -------------------- | ------------------------- |
|             | مؤسسة التمويل الدولية                     | 20 يوليو 1956        | 18 أبريل 2012             |
|             | البنك الإفريقي للتنمية                    | ?                    | ?                         |
|             | الاتحاد الدولي للاتصالات                  | 1866                 | 3 أكتوبر 2011             |
|             | يونسكو                                    | 11 يوليو 1951        | 27 أكتوبر 2011            |
|             | الأمم المتحدة                             | 18 سبتمبر 1973       | 14 يوليو 2011             |
|             | منظمة الشرطة الجنائية الدولية             | ?                    | ?                         |
|             | البنك الدولي للإنشاء والتعمير             | 14 أغسطس 1952        | 18 أبريل 2012             |
|             | الاتحاد البريدي العالمي                   | 1 يوليو 1875         | ?                         |
|             | مؤسسة التنمية الدولية                     | 24 سبتمبر 1960       | 18 أبريل 2012             |
|             | المركز الدولي لتسوية المنازعات الاستشارية | 18 مايو 1969         | 18 مايو 2012              |
|             | وكالة ضمان الاستثمار متعدد الأطراف        | 12 أبريل 1988        | 18 أبريل 2012             |

## وصلات خارجية
- موقع وزارة الخارجية الألمانية
- موقع وزارة الخارجية الجنوب سودانية